# Lazuligors
De lazuligors (Passerina amoena) is een zangvogel uit de familie van de kardinaalachtigen (Cardinalidae).

## Kenmerken
De vogel heeft een lengte van 13 cm. Het mannetje is blauw en heeft een groenblauw schedeltje. De onderzijde is wit met een oranjerode borst. De vleugels, waarin zich zwarte randen bevinden, zijn net als de staart blauw.

## Verspreiding en leefgebied
Deze soort komt voor van zuidelijk Brits-Columbia tot noordwestelijk Baja California en westelijk Texas.